# アビオン

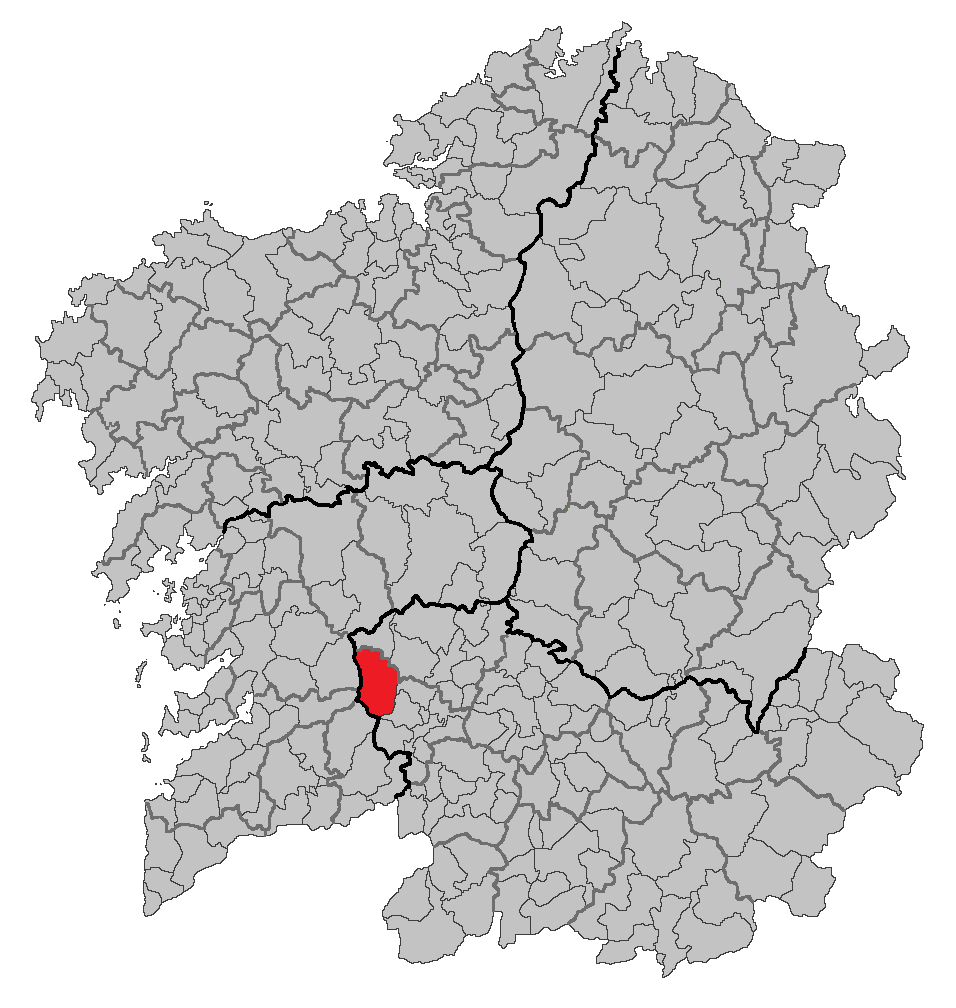

アビオン（Avión）は、スペイン、ガリシア州、オウレンセ県の自治体で、コマルカ・ド・リベイロに属する。ガリシア統計局によれば2010年の人口は2,561人（2009年：2,610人、2006年:2,730人、2005年:2,780人、2004年:2,804人、2003年:2,881人）。自治体の中心はアビオン教区。
住民呼称は、規範で正式に認められたものではないが、男女同形のavionenseという形式のものがつかわれる。
ガリシア語話者の自治体人口に占める割合は97.71％（2001年）

## 語源
Aviónという地名は自治体内を流れるアビア川に由来し、ガリシア語、カスティーリャ語で飛行機を意味するaviónとは無関係である。

## 地理
アビオンはオウレンセ県の北西部、コマルカ・ド・リベイロの北西部に位置する。北はベアリスと、東はボボラスとレイロと、東から南にかけてはカルバジェーダ・デ・アビアと、南はコベーロと、西はフォルネーロス・デ・モンテスとア・ラマの各自治体と隣接、自治体の中心地区はアビオン教区のサン・シュスト地区。
アビオンは山間部の非常に起伏のとんだところにあり、西には1000mを超すスイード山地やファロ・デ・アビオン山地がある。これらの山は、地形が山頂から険しい谷へと落ち込んでいるため、通行は困難である。
水の流れはアビア川とその支流によって形成される。アビア川はニエバ教区にあるフォンテ・アビア（アビアの泉）に発し、アビオン教区で3つの支流が合流する。それはオ・コウソ川、バルデリーアス川とボボラスとベアリスとの境界をなすカルデージェ川である。
気候は高度差があるため、自治体内でさまざまである。スイード山中やファロ・デ・アビオン山中では、山岳気候で、冬季は寒冷で降水量が多い、一方高度が低い地域ではコマルカ・ド・リベイロの地域同様、気温も高い。また、山岳部と渓谷部の中間地域の気候は内陸性である。海抜553mの地点にあるアミウダル観測所では、1月は平均5.5°C、7月は平均19°Cが観測されている。

### 人口
人口は9の教区の36の集落に分散している。
| アビオンの人口推移 1900－2010                           |
|                                                         |
| 出典:INE（スペイン国立統計局）1900年 - 1991年、1996年 - |

## 歴史
11世紀においては、アビオンはブラガの司法管轄区域内にあり、このことはモンドニェード、アストルガ、ルーゴ、トゥイ、オウレンセ、ラメーゴ、コインブラ、ポルト、ヴィゼウの司教たちによって確認されている。アビオンは1139年にポルトガルが王国として独立するまで、この関係は維持された。
1150年、オビエド、オウレンセ、アストルガの司教たちの間で教区の境界をめぐる争いがおこり、時の教皇エウゲニウス3世はこの騒動の解決をガリシア王でありカスティーリャ王でもあるアルフォンソ7世に委託した。アルフォンソ7世は同年3月、オビエド司教に対して、パドロン山からドニアまで、そしてアソール川からアルノイア川がミーニョ川に合流しているまでのリミア地区、ペトラインといくつかのカスティーリャの教会があるバローソ教区、オルセジョン司祭管轄区、アビアとアビオンの教会の、オウレンセ司教への譲渡を命じた。
1156年、オウレンセ司教とトゥイの聖堂参事会は、ノボアとアビオンの司祭管轄区を加える、司教区内の教会の再配置を行った。このことによって、それ以前は別の教区に属していたノボアとアビオンの領域は、別の地域となり、オウレンセ司教区の一部となり、アビア、アビオンの地と呼ばれるようになった。1215年アビオンのサン・アンドレス・デ・アベレンダ教会に聖堂騎士修道会が到着した。
1375年サルミエント家がリバダビア伯爵を創設、その支配権はアビオン、アベレンダ、アミウダル、バローソ、ニエバ、コウソ（メロン修道院と競合）教区にまで及んだ。これらのすべての教区は、1837年にイサベル2世によって廃止されるまでフマーサ（fumaza）あるいはフォガーサ（fogaza）と呼ばれる貢納金を払う義務を負った。

## 政治
自治体首長はガリシア国民党（PPdeG）のアントニオ・モンテーロ・フェルナンデス（Antonio Montero Fernández）、自治体評議員はガリシア国民党：9、ガリシア社会党（PSdeG-PSOE）：1、ガリシア民族主義ブロック（BNG）：1となっている（2007年の自治体選挙の結果、得票順）。

## 教区
アビオンは9の教区に分けられている。太字は自治体の中心地区のある教区。
- アベレンダ（サンタ・マリーア）
- アミウダル（サンティアーゴ）
- アビオン（サントス・シュスト・エ・パストール）
- バイステ（サンタ・マリーア）
- バローソ（サンタ・バイア）
- コルコレス（サンタ・マリーニャ）
- コルテガーサス（サント・アントーニオ）
- コウソ（サンタ・マリーア）
- ニエバ（サンタ・マリーア）